# Benoistia sambiranensis
Benoistia sambiranensis är en törelväxtart som beskrevs av Joseph Marie Henry Alfred Perrier de la Bâthie och Jacques Désiré Leandri. Benoistia sambiranensis ingår i släktet Benoistia och familjen törelväxter. Inga underarter finns listade i Catalogue of Life.